# Lao Zi

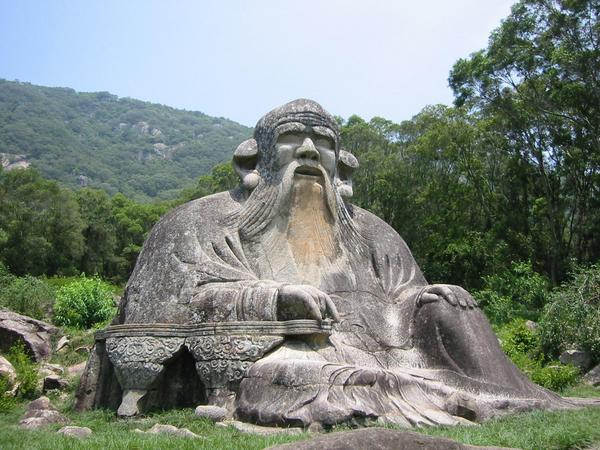
En stenskulptur av Lao Zi norr om Quanzhou.

Lao Zi (老子 (pinyin: Lǎo Zǐ), även stavat Laozi, Lao Tzu och Lao Tse, ordagrant "den gamla mästaren", enligt tradition kallad Li Er (李耳, pinyin: Lǐ Ěr), född och död någonstans runt 500-talet f.Kr. Även om hans existens inte är dokumenterad  betraktas han som daoismens grundare samt dess förste filosof och anges som författare till Daodejing (Boken om vägen). Dao kan översättas till vägen och i Lao Tzu's anda får ordet betydelsen den inre vägen eller den andliga vägen,. Jing har betydelsen klassiker (bok). En grundläggande introduktion på svenska till hans verk gjordes av Adolf Kolmodin i avhandlingen Laò-Tsè, en profet bland hedningarne, 1888.

## Legenden
Det finns inga historiskt säkra fakta om Lao Zi.  Enligt legenden var han äldre samtida till Konfucius och ämbetsman vid det kungliga arkivet. Traditionen säger att Lao Zi skall ha varit bibliotekarie vid Zhoudynastins hov och att han år 517 f.Kr. uppsöktes av Konfucius som bad Lao Zi om råd. Då han på äldre dagar vämjdes vid intrigerna och småskurenheten vid hovet bröt han upp och red västerut på en svart oxe. När han passerade rikets västra gräns skall så en gränsvakt ha bett honom teckna ned sin vishet, och resultatet blev Daodejing. När han meddelat sina läror till mänskligheten skall han ha försvunnit, dragit sig tillbaka i bergen och aldrig mer återsetts. Han hyllas som en gudom inom taoismen.  Daodejing tros har skrivits i tiden  efter 300-talet.

## Namn
Lao Zi är en hederstitel. Lao betyder "ärevördig" eller "Äldre". Zi betyder "mästare". Zi användes i antika Kina som ett socialt prefix, som betydde "Mästare" eller "Herre". Enligt populärvetenskapliga biografier var Lao-Zis förnamn Er och hans efternamn Li, vilket gav namnet Li Er (李 耳). Hans stilnamn var Boyang. Dan är ett postumt namn som Lao Zi fick, och han kallas ibland för Li Dan (李 聃).
Under Tangdynastin ärades han som en dynastins anfader, sedan taoisterna gjort en sammankoppling mellan dynastins familjenamn Li och det att Lao Zi bar samma namn. Han fick titeln Taishang xuanyuan huangdi, ungefär "högste mystiska och ursprungliga kejsare". Xuanyuan och Huangdi är också personliga egennamn till Huang-Di.
Asteroiden 7854 Laotse är uppkallad efter honom.

## Svenska översättningar avDaodejing
- Laotse och Tao Te Ching (inledning och översättning av Erik Folke, Bonnier, 1927)
- Tao te ching: taoismens källa (tolkning och kommentarer av Stefan Stenudd, Energica, 1991) (andra omarbetade upplagan: Arríba, 1996)
- En liten bok om Tao te ching (översättning: Eva Trägårdh efter John R Mabrys engelska översättning, Strömberg, 1996)
- Dao de jing (översättning och inledning: Göran Malmqvist, Bakhåll, 2008)
- Wolfgang Kosack:Laotse Von der Kraft und Vom Sinn. Buch der Sinnsprüche in 81 Abschnitten und 2 Teilen. Uebertragen aus den Seidentexten zu Ma Wang Dui <Provinz Honan> Christoph Brunner, Basel 2014. ISBN 978-3-906206-18-9.